# 헤르만 네케
헤르만 네케(독일어: Hermann Necke, 1850년 11월 8일, 비헤에서 출생 – 1912년 2월 15일, 라이프치히에서 사망)는 독일인 작곡가이다. 그의 이름으로 작곡된 곡 중 가장 유명한 것은 갤럽 춤곡 크시코스의 우편마차이다.